# Amphioplus brasiliensis
Amphioplus brasiliensis is een slangster uit de familie Amphiuridae.
De wetenschappelijke naam van de soort werd in 1970 gepubliceerd door Luiz Roberto Tommasi.